# Ficus melinocarpa
Ficus melinocarpa là một loài thực vật có hoa trong họ Moraceae. Loài này được Blume mô tả khoa học đầu tiên năm 1825.